# Hôtel "Zum Römischen Kaiser"
L'hôtel Zum Römischen Kaiser est un hôtel particulier construit à Mayence dans la seconde moitié du XVIIe siècle.

## La Renaissance allemande
L'hôtel Zum Römischen Kaiser est une bâtisse historique construite pour Edmund Rokoch, administrateur économique des biens de l’électorat de Mayence, les travaux de l'hôtel n'ayant commencé qu'en 1653 pour finir en 1657. Les deux pignons de style renaissance allemande datent l'édifice du XVIIe siècle. Il était organisé autour d’une cour accessible depuis une étroite ruelle. Il comportait à l'origine deux corps de bâtiment ; seul subsiste celui qui est parallèle à l'église Sainte-Marie aux Marches, heureusement le plus remarquable, sérieusement endommagé aux bombardements de 1945, tandis que l’autre fut détruit complètement.

## Architecture
Construite par un riche marchand, le fameux hôtel aussi appelé “Zum Marienberg” est classé parmi les plus spectaculaires réussites de la renaissance allemande. L'édifice comporte des éléments de style Renaissance. Sa très riche façade est animée par les pignon à volutes chantourné et candélabres ornementaux décoratifs et de motifs classiques. L’attique sur la frontispice est formée une garde-corps. Volute en grès rose, le grès est également utilisé pour l'encadrement des fenêtres en volutes ou des pilastres ornementaux. 
Sur le corps principal était une sculpture d’un empereur romain (Römischer Kaiser en allemand), probablement Charles VI du Saint-Empire après la troisième guerre austro-turque.

## Après la Seconde Guerre mondiale
Depuis 1930, le bâtiment, qui a brûlé entièrement pendant la Seconde Guerre mondiale, abrite le musée Gutenberg. Dans les années 1960/1961, le bâtiment fut reconstruit et utilisé depuis 1962 avec un nouveau bâtiment qui a été construit par l'architecte Rainer Schell, comme un musée d'art et de histoire de l'imprimerie.
La restauration de 2007 à 2009 concerna la façade principale d'édifice.